# Чека, Ульпиано
Ульпиа́но Ферна́ндес-Че́ка-и-Са́нс (исп. Ulpiano Fernández-Checa y Sanz; 3 апреля 1860, Кольменар-де-Ореха — 5 января 1916, Дакс) — испанский художник, скульптор, мастер плаката, иллюстратор книг. Рисовал портреты, жанровые, исторические картины, пейзажи.

## Биография
В 13 лет обнаружил художественные способности. Его сосед, желая помочь подростку, помог с деньгами и после консультаций с художником Луисом Таверасом в Мадриде оказал юноше материальную поддержку для художественного образования в столице.
В 1873 году он стал учеником Школы изящных искусств Сан-Фернандо в Мадриде. Среди его учителей — Мануэль Домингес, Алехандро Феррант, Федерико Мадрасо. Мануэль Домингес привлёк способного студента в декоративных работ во дворце Линарес, помогал он и в украшениях базилики Сан-Франциско-эль-Гранде. Эти заказы были наиболее значительными в последние десятилетия XIX века в Мадриде, потому как Испания находилась в кризисе и значительных заказов художникам не предусматривалось.
В 1881 году к юбилею по случаю 200-летия Педро Кальдерона (1600—1681), испанского драматурга XVII века, Ульпиан Чека нарисовал первые рисунки к журналу.
В 1884 году Ульпиано Чека получил право на спонсируемую поездку в Италию за успехи в учёбе. Совершенствовал своё мастерство в Риме. Созданную тогда же картину «Похищение Прозерпины» подал на выставку в Париж.
С 1889 поселился в Париже, понимая, что город — культурная столица Европы и имеет значительные возможности для развития, чего не имел в то время даже столичный Мадрид. В Париже встретил девушку из богатой семьи из Аргентины и женился на ней в 1890 году. Любил лошадей, которые были частыми героями его картин и скульптур. Знал достижения французского импрессионизма, но использовал их находки очень ограниченно и, главным образом, в пейзажах.
В 1890 году получил признание на выставке в Парижском салоне, где за картину «Соревнования на колесницах» ему присудили третью премию. Начал участвовать в выставках в городах Франции и Европы — Лионе, Руане, Бордо, Монте-Карло, в городах Бельгии, Испании, Германии. Посылал свои произведения и на выставки в Латинскую Америку и северную Африку, что обеспечило художнику международную известность. В 1894 году правительство Франции наградило его Орденом Почётного легиона. Его забыли в Испании и прислали орден имени короля Карлоса III.
В 1900 году за картины получил золотую медаль на Всемирной выставке в Париже. В 1902 году принимал участие в Первой выставке испанских художников, работавших во Франции. Отбыл в Латинскую Америку (Аргентина и Уругвай), где исследовал возможности тамошнего художественного рынка с целью улучшения собственного материального положения. Подал на выставки в Галерее Монтевидео, Буэнос-Айреса свои картины для продажи, выступая как бизнесмен.
Среди буржуазных заказчиков Ульпиано Чека — богачи с Украины — Богдан и Варвара Ханенко. Художник выполнил портрет Варвары Ханенко. Портрет был утерян во время коммунистического режима в Украине.
Как и большинство художников Франции, посещал Алжир с целью расширения художественных впечатлений и сюжетов своих картин. В этот период у него началась болезнь почек. С началом Первой мировой войны перебрался на воды для лечения. Ухудшение состояния произошло во время пребывания в городе Дакс, где он и умер в январе 1916 года.
Художник помнил о своем испанском происхождении и завещал похоронить себя на родине. Его похоронили в Мадриде. В XX веке создан музей Ульпиано Чека.